# 土城子遗址 (承德)
土城子遗址，位于中国河北省承德市头沟瓦房村，为承德市承德县的一个省级文物保护单位，类型为古遗址，公布时间为1982年7月23日。
土城子遗址的历史年代为战国。